# République de Paulava
La république de Paulava (lituanien : Paulavos respublika, polonais : Rzeczpospolita Pawłowska) est une communauté paysanne du grand-duché de Lituanie avec son propre parlement (le Seimas), son armée et ses lois qui a existé entre 1769 et 1795.
Situé autour du manoir Merkinė (ou manoir Pavlovo ) dans l'actuelle municipalité du district de Šalčininkai, en Lituanie, il couvrait une superficie de 30,4 km2 et comptait environ 800 habitants.

## Histoire
La république de Paulava est une petite communauté paysanne autonome fondée en 1769 par le prêtre catholique Povilas Ksaveras Bžostovskis (lt). La république a cessé d'exister en 1795 lorsque, en raison du troisième partage de la Pologne, Bžostovskisa échangé le manoir avec  Fryderyk Józef Moszyński (en) contre des propriétés en Saxe et à Dresde.
Mošinskis a à son tour vendu le manoir au comte de Choiseul-Gouffier en 1799. Les nouveaux propriétaires ont toléré certaines libertés issues de l'époque de la république jusqu'à la mort de Bžostovskisen 1827. Les dernières libertés ont été perdues lorsque les paysans ont rejoint l'insurrection ratée de novembre 1830.

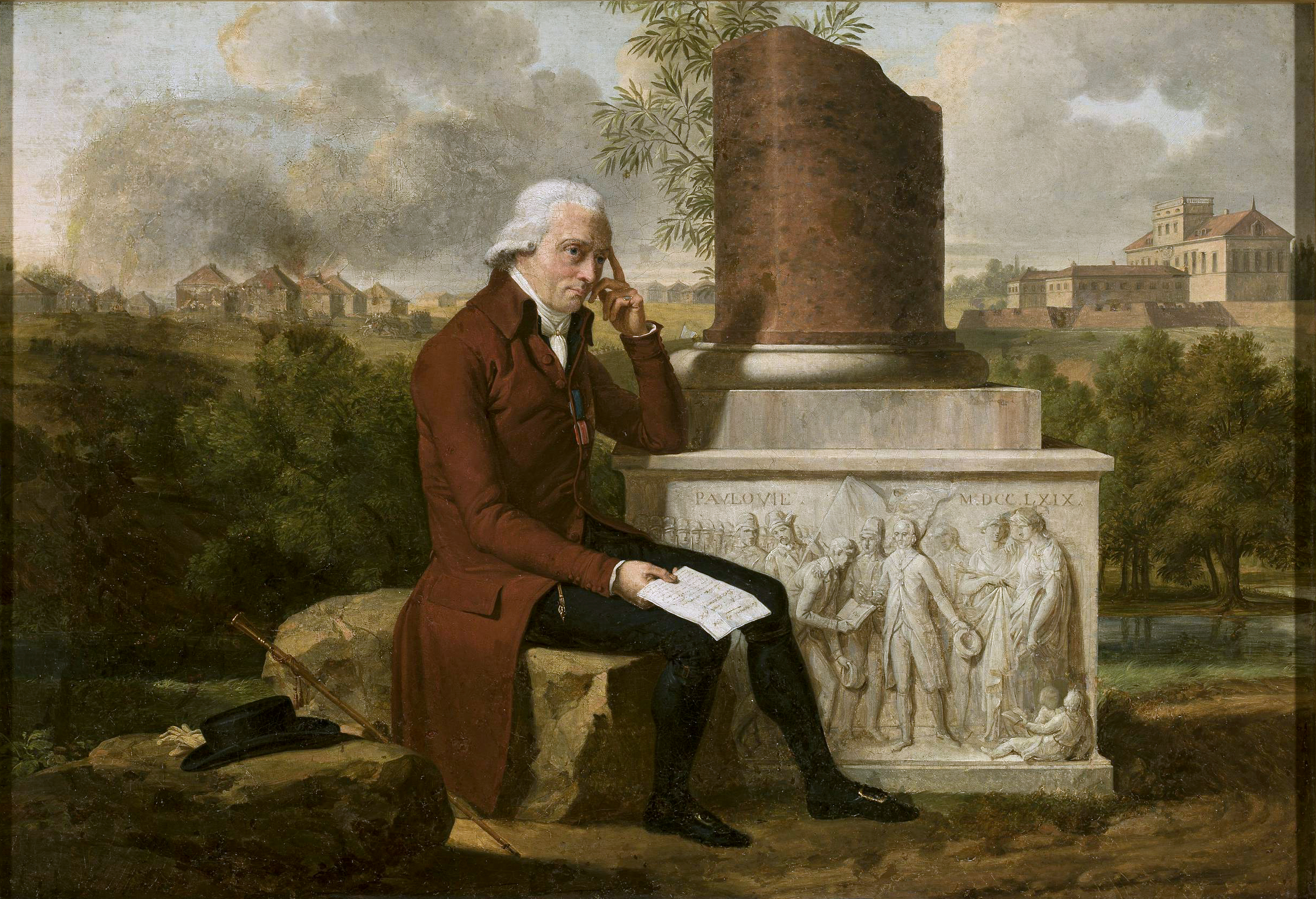
Paweł Ksawery Brzostowski en Répuclique de Paulava (peinture de François-Xavier Fabre).

### Gouvernement
La communauté était gouvernée par Povilas Ksaveras Bžostovskis, en tant que président, et le Seimas (parlement), qui était formé des paysans locaux,. La république avait sa propre constitution créée avant la constitution du 3 mai 1791.

### Reconnaissance
L'État a été reconnu par le grand-duc et le roi Stanisław August Poniatowski lui-même. La Grande Diète (1788–1792) a également reconnu la république et a approuvé son statut.

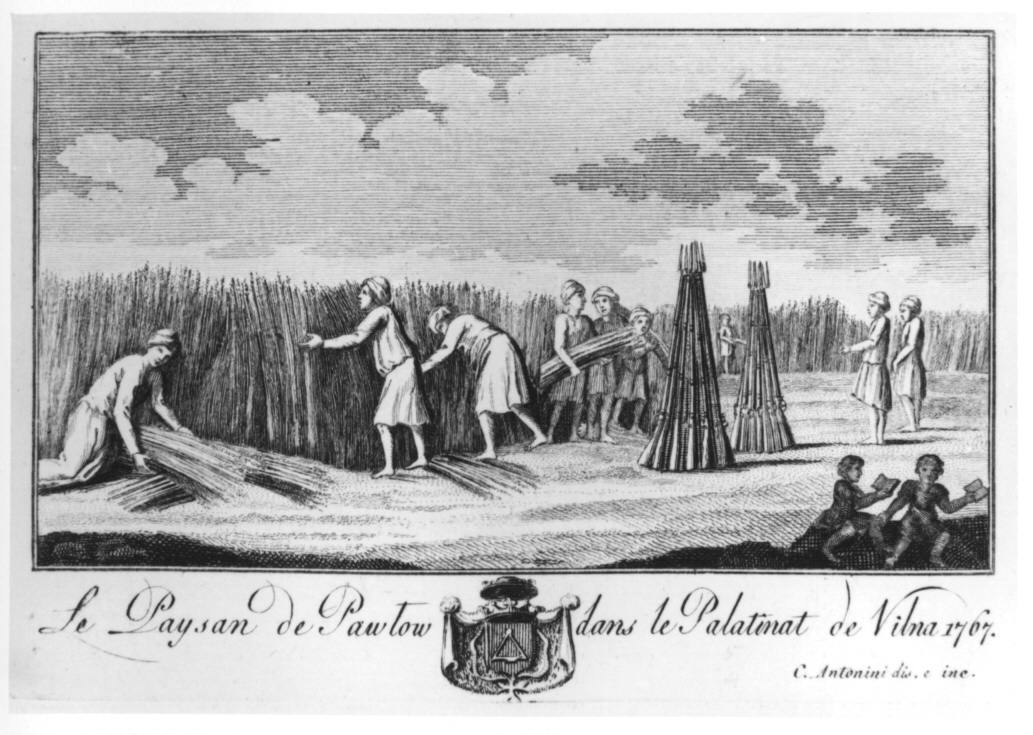
Paysans de Paulava (vers 1767).

### Réformes
Bžostovskis a mis en œuvre diverses politiques progressistes - aboli le servage et accordé des libertés personnelles aux paysans, remplacé la corvée par un impôt foncier payé en espèces, créé une école et une pharmacie, encouragé des activités agricoles plus rentables, par exemple les jardins d'arbres fruitiers et l'élevage.

### Biographie
- (lt) Vanda Daugirdaitė-Sruogienė, Lietuvos istorija, édit. Vyturys, Vilnius, 1990  (ISBN 9785790006371)